# Peperomia hyporhoda
Peperomia hyporhoda är en pepparväxtart som beskrevs av William Trelease. Peperomia hyporhoda ingår i släktet peperomior, och familjen pepparväxter. Inga underarter finns listade i Catalogue of Life.